# Truticultura

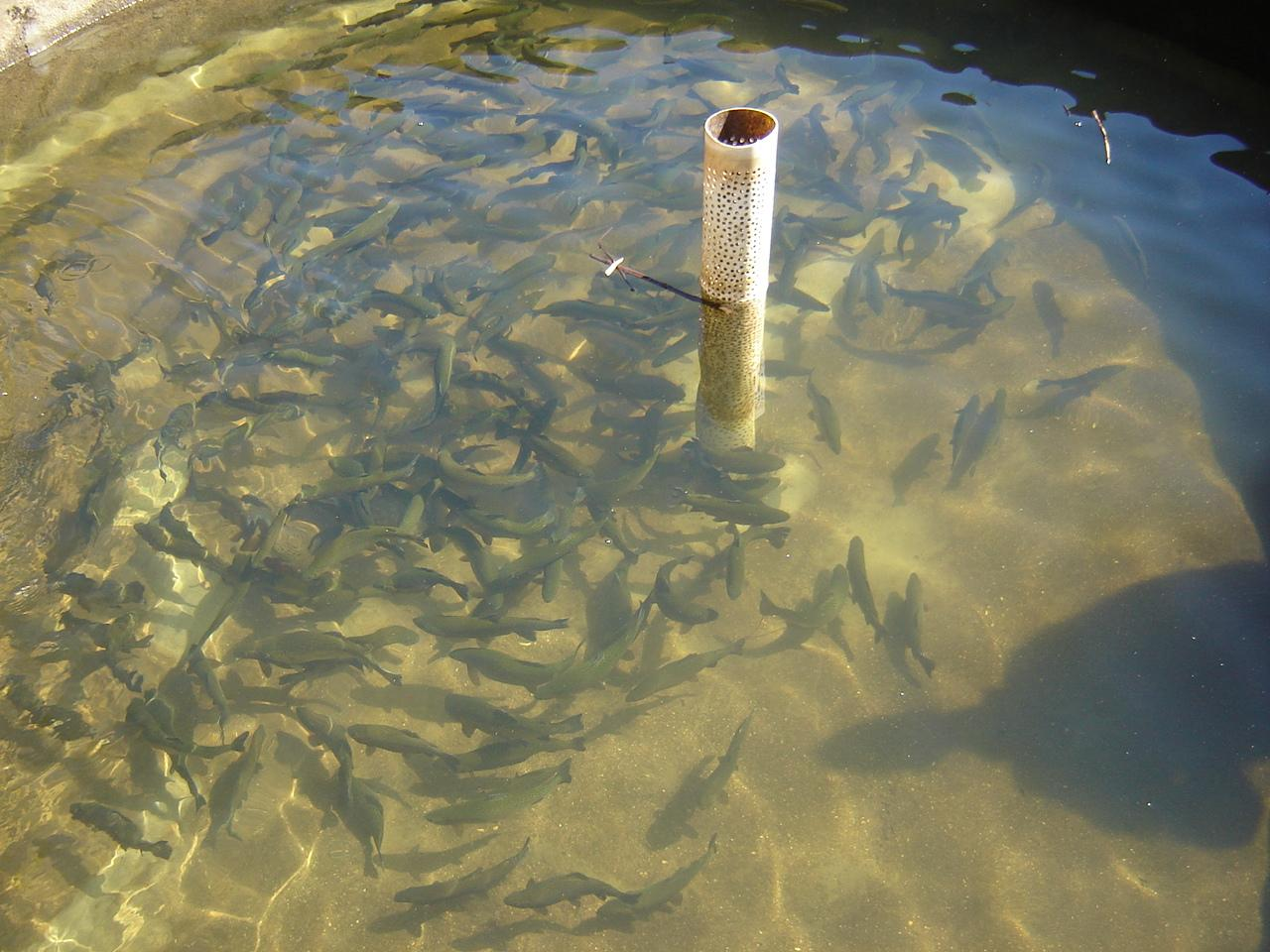
Tanque de criação de trutas no sul de Minas Gerais

A truticultura designa-se da criação de trutas, geralmente em açudes ou tanques, para fins comerciais ou de consumo próprio.
É realizada principalmente nos Estados Unidos, Canadá e em alguns países da Europa, presente também nas regiões Sul e Sudeste do Brasil
A criação de trutas começou no Brasil em 1949. Os primeiros ovos consta terem sido importados da Dinamarca. Bem adaptada às frias corredeiras, rios e riachos de regiões montanhosas como as da Serra da Mantiqueira (estados de Minas Gerais, São Paulo e sul do Rio de Janeiro) e nas serras do leste dos estados de Santa Catarina e Rio Grande do Sul. Nestas regiões foram montadas muitas truticulturas, sendo a espécie mais comum a truta arco-irís (Oncorhynchus mykiss).
Para uma criação eficiente de trutas é o aporte abundante de água de boa qualidade, que significa um fluxo em torno de 1 000 m³/dia, pH neutro ou ligeiramente alcalino, mais de 20 mg de oxigênio por litro de água, uma temperatura inferior a 15°C e ausência de cloro e nitratos na água, entre outros contaminantes.